# 阿尔日利耶
阿尔日利耶（法語：Argilliers，法語發音：[aʁʒilje]）是法国加尔省的一个市镇，位于该省中东部，属于尼姆区。

## 地理
阿尔日利耶（43°58'47"N, 4°29'43"E）面积6.67 平方千米，位于法国奧克西塔尼大區加尔省，该省份为法国南部沿海省份，南端濒地中海，北起顺时针与阿尔代什省、沃克吕兹省、罗讷河口省、埃罗省、阿韦龙省和洛泽尔省接壤。
与阿尔日利耶接壤的市镇（或旧市镇、城区）包括：科利亚斯、圣马克西曼、圣西夫雷、韦尔斯蓬迪加尔。

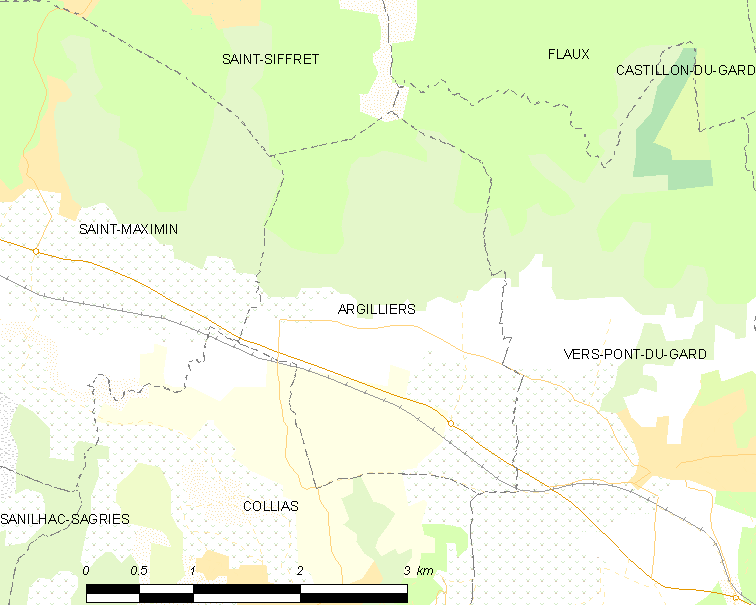
阿尔日利耶的OSM定位图

阿尔日利耶的时区为UTC+01:00、UTC+02:00（夏令时）。

## 行政
阿尔日利耶的邮政编码为30210，INSEE市镇编码为30013。

## 政治
阿尔日利耶所属的省级选区为勒代桑县。

## 人口

1962-2008年间阿尔日利耶人口变化图示

阿尔日利耶于2022年1月1日时的人口数量为441人。